# Высшая лига Латвии по футболу 1940/1941
Чемпиона́т Вы́сшей ли́ги Ла́твии по футбо́лу 1940/41 го́да  (латыш. 1940./1941. gada Latvijas futbola Virslīgas čempionāts) — 20-й чемпионат Латвии по футболу, 14-й под названием «Высшая лига». Чемпионат не был доигран в связи с вводом советских войск в Латвию.

## Участники турнира
- Ригас ФК
- Ригас Вилки
- АСК
- ВЭФ
- Хакоа
- Университатес Спортс
- РКСБ
- РАФС
- Локомотив
- Олимпия